# Musical Moments from Chopin
Musical Moments from Chopin ist ein US-amerikanischer animierter Kurzfilm von Dick Lundy aus dem Jahr 1946.

## Handlung
Auf dem Konzertplan steht Chopins Polonaise. Andy Panda beginnt zu spielen, wird jedoch kurze Zeit später von Woody Woodpecker gestört, der als Reinigungskraft das Klavier zu polieren beginnt. Nachdem er mit Andy Panda kurze Zeit auf einem Klavier gespielt hat, organisiert er sich kurzerhand ein zweites und spielt nun teilweise mit dem Schnabel, mit den Schwanzfedern oder den Füßen parallel.
Im Publikum kommt es während des Spiels zu verschiedenen Zwischenfällen: Als ein Hund während einer leisen Spielphase etwas Essen auspacken will und dabei Lärm macht, wird er von den anderen Zuschauern in einen Stock geschlossen. Eine Ziege muss niesen, wird von dem neben ihr sitzenden Pelikan mehrfach daran gehindert und niest schließlich so sehr, dass sich ihr Gebiss am Pelikanschnabel wiederfindet. Ein betrunkenes Pferd versucht vergeblich, seine Zigarre mit einem Feuerzeug zu entzünden und nutzt schließlich eine Petroleumlampe. Diese fällt zu Boden und entzündet den Zuschauerraum. Das Feuer greift auf die Klaviere über. Andy Panda gelingt es nur mit Mühe, das Stück auf seinem brennenden Klavier fertigzuspielen. Nach dem letzten Ton erscheint schließlich Woody Woodpecker und löscht das Feuer.

## Produktion
Musical Moments from Chopin kam am 25. Februar 1946 als Teil der Universal-Trickfilmserie Musical Miniatures in die Kinos.
Nach Poet und Bauer war der Film der zweite der Musical-Miniatures-Reihe und der erste, in dem Woody Woodpecker auftrat. Die musikalische Grundlage des Films bilden verschiedene Werke Frédéric Chopins, darunter [Fantaisie-]Impromptu op. 66.

## Auszeichnungen
Musical Moments from Chopin wurde 1947 für einen Oscar in der Kategorie „Bester animierter Kurzfilm“ nominiert, konnte sich jedoch nicht gegen Tom gibt ein Konzert durchsetzen.